# Muroya Sei
Muroya Sei (室屋 成 Muroya Sei, sinh ngày 5 tháng 4 năm 1995 ở Osaka) là một cầu thủ bóng đá người Nhật Bản. Anh thi đấu cho Hannover 96 ở Bundesliga.

## Sự nghiệp câu lạc bộ

### FC Tokyo
Muroya gia nhập FC Tokyo năm 2016 và có màn ra mắt trước Ventforet Kofu ngày 9 tháng 7 năm 2016.

## Sự nghiệp quốc tế
Anh là thành viên của Đội tuyển U-23 quốc gia Nhật Bản kể từ năm 2015. Muroya là thành viên của đội U-23 Nhật Bản tham dự Giải vô địch bóng đá U-23 châu Á 2016 ở Qatar và giành chức vô địch. Ngày 1 tháng 7 năm 2016, Muroya được triệu tập để tham dự Thế vận hội Mùa hè 2016.

## Thống kê sự nghiệp

### Thống kê sự nghiệp câu lạc bộ
| Thành tích câu lạc bộ | Thành tích câu lạc bộ | Thành tích câu lạc bộ | Giải vô địch | Giải vô địch | Cúp                   | Cúp                   | Cúp Liên đoàn | Cúp Liên đoàn | continental | continental | Tổng cộng | Tổng cộng |
| Mùa giải              | Câu lạc bộ            | Giải vô địch          | Số trận      | Bàn thắng    | Số trận               | Bàn thắng             | Số trận       | Bàn thắng     | Số trận     | Bàn thắng   | Số trận   | Bàn thắng |
| Nhật Bản              | Nhật Bản              | Nhật Bản              | Giải vô địch | Giải vô địch | Cúp Hoàng đế Nhật Bản | Cúp Hoàng đế Nhật Bản | J.League Cup  | J.League Cup  | Châu Á      | Châu Á      | Tổng cộng | Tổng cộng |
| --------------------- | --------------------- | --------------------- | ------------ | ------------ | --------------------- | --------------------- | ------------- | ------------- | ----------- | ----------- | --------- | --------- |
| 2016                  | FC Tokyo              | J1 League             | 12           | 0            | 2                     | 1                     | 4             | 0             | 7           | 0           | 25        | 1         |
| 2017                  | FC Tokyo              | J1 League             | 26           | 0            | 0                     | 0                     | 6             | 1             | -           | -           | 32        | 1         |
| 2018                  | FC Tokyo              | J1 League             | 30           | 1            | 3                     | 0                     | 1             | 0             | -           | -           | 34        | 1         |
| Tổng cộng sự nghiệp   | Tổng cộng sự nghiệp   | Tổng cộng sự nghiệp   | 68           | 1            | 5                     | 1                     | 11            | 1             | 7           | 0           | 91        | 3         |

## Danh hiệu

### Quốc tế
- Giải vô địch bóng đá U-23 châu Á(1):2016